# Сиберг, Анна

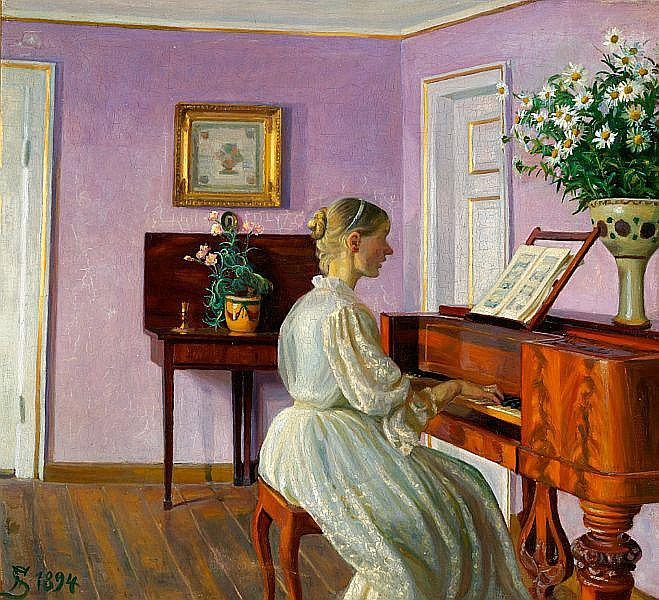
Фриц Сиберг, Анна Сиберг за пианино

Анна Луиза Биргитта Хансен, в замужестве Сиберг (дат. Anna Louise Birgitte Hansen; 7 января 1870, Фоборг — 4 июля 1914, Копенгаген) — датская художница, входила — вместе со своим мужем Фрицем Сибергом — в состав творческой группы художники Фюна.

## Жизнь и творчество
Анна родилась в семье художника-декоратора Петера Сирака Хансена (1833—1904), ведшего светский образ жизни и державшего открытый салон для собраний и встреч местных живописцев и студентов художественных училищ. На одной из таких встреч девушка познакомилась со своим будущим мужем, Фрицем Сибергом, проходившем вплоть до 1882 года обучение в мастерской у её отца. Анна в это время изучала музыку и, под руководством отца, рисунок и масляную живопись. Известным художником в скором времени становится и её брат, Петер. После обучения в технической школе родного Фоборга девушка уезжает в Копенгаген. Здесь она в 1890 году углублённо изучает искусство у скульптора Людвига Брандструпа и живописца Карла Йенсена. В 1892—1894 годы Анна работает художником по росписи фарфора на Королевской фарфоровой мануфактуре в Копенгагене, а также пишет флористические полотна, в первую очередь с фиалками и хризантемами, даёт частные уроки по музыке и пению. В 1894 году она выходит замуж за Фрица Сиберга. В семье Сибергов родились семеро детей. Известность приобрели её сыновья Эрнст — художник и иллюстратор, и Фриц — как композитор.
В 1902 году Сиберги приезжают в местечко Пилегарден в коммуне Кертеминне. Здесь уже живут их друзья, художники Алед и Иоганнес Ларсены, а также ряд других творческих деятелей, в том числе будущий лауреат Нобелевской премии в области литературы Йоханнес Йенсен. В Кертеминне Анна занимается акварельной живописью, также посвящённой флористической тематике. Художница совершенствует свой стиль, освоенный ещё на фабрике фарфора, накладывая один слой класки на другой, что придаёт изображению особую лёгкость. Работы А.Сиберг выставляются в 1889—1910 годы на весенних экспозициях в замке Шарлоттенборг.
После того, как Фриц Сиберг выручил за свои проданные полотна значительную сумму, супруги решили передать её на создание музея, где должны выставляться произведения группы мастеров «художники Фюна», к которой принадлежали и Анна и Фриц Сиберг. В 1910 году этот музей был открыт для посетителей. Первоначально музей принимал лишь работы мужчин-художников, входивших в группу. Лишь через два года после смерти Анны её творчеству была посвящена отдельная выставка.
Анна Сиберг скончалась от воспаления желчного пузыря в возрасте 44 лет.

## Галерея

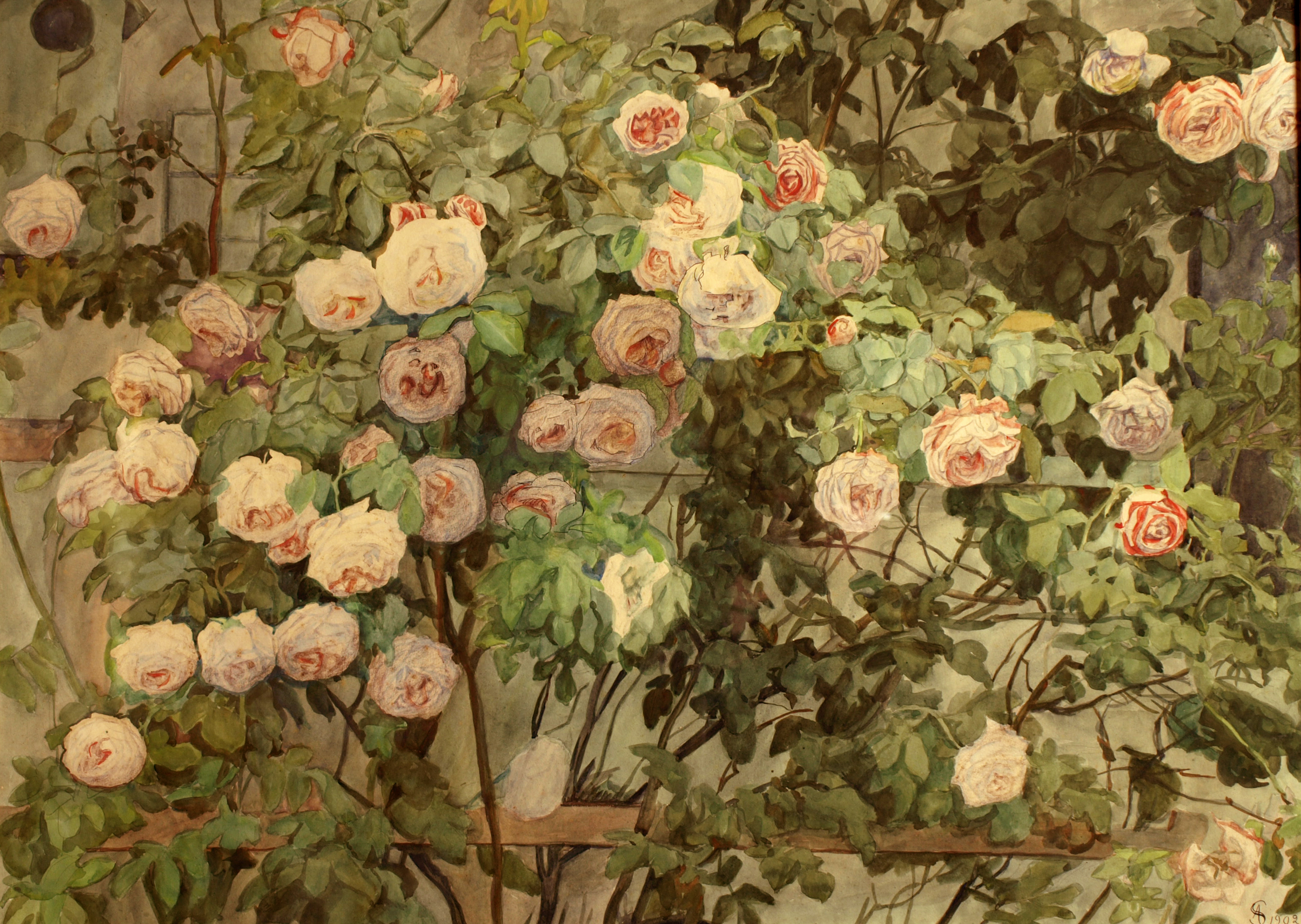
Розы 1902
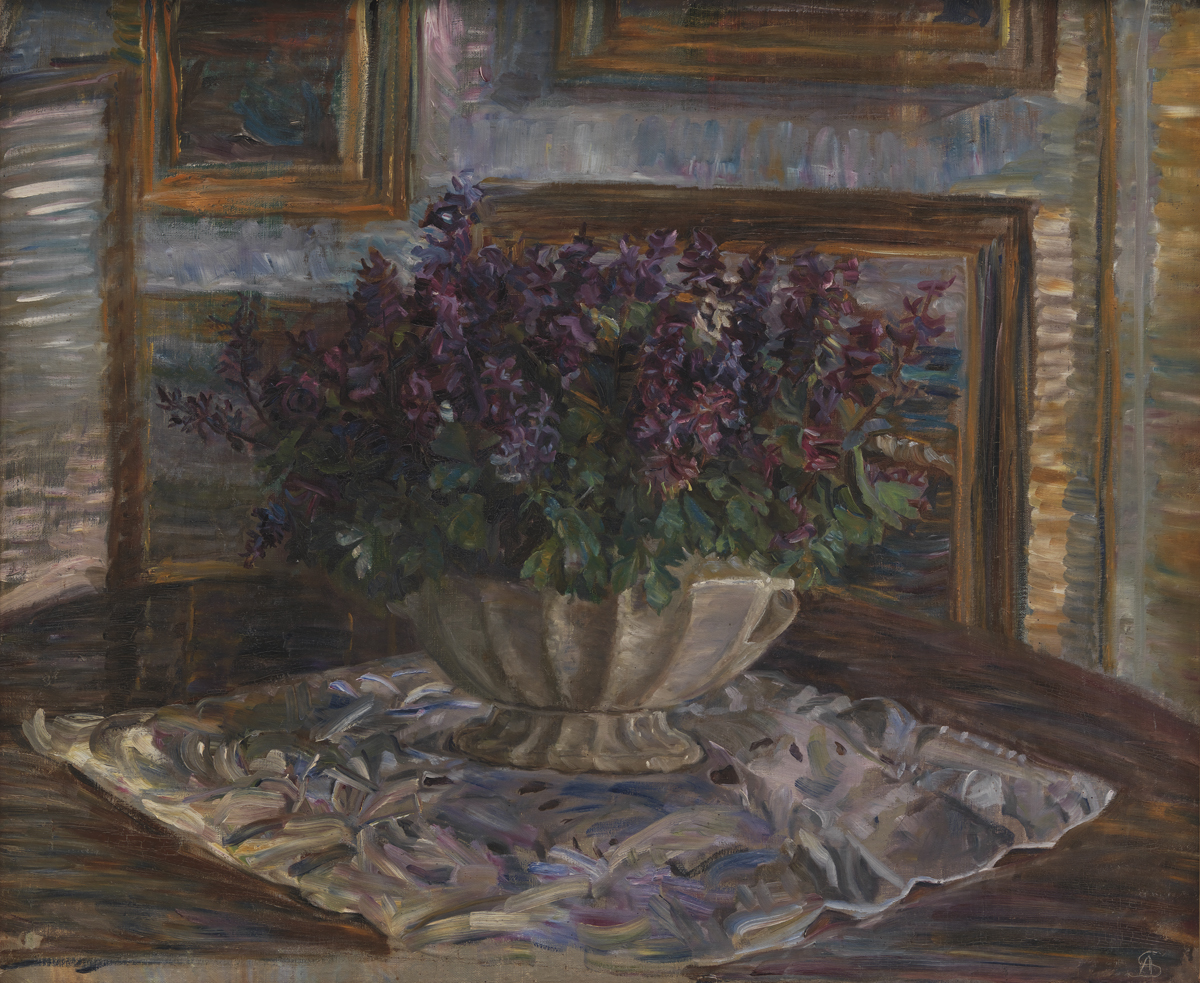
Гладиолусы
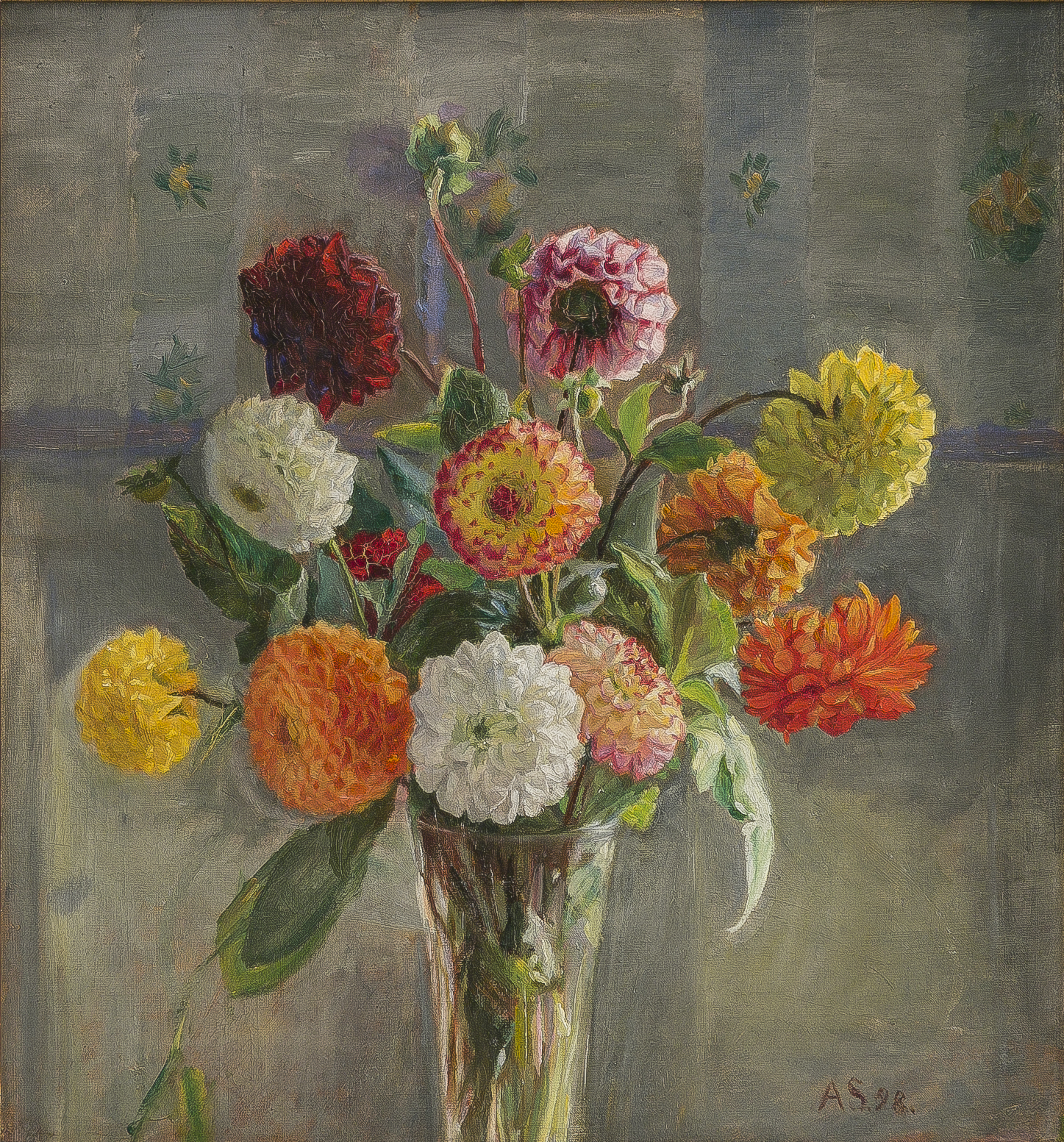
Георгины
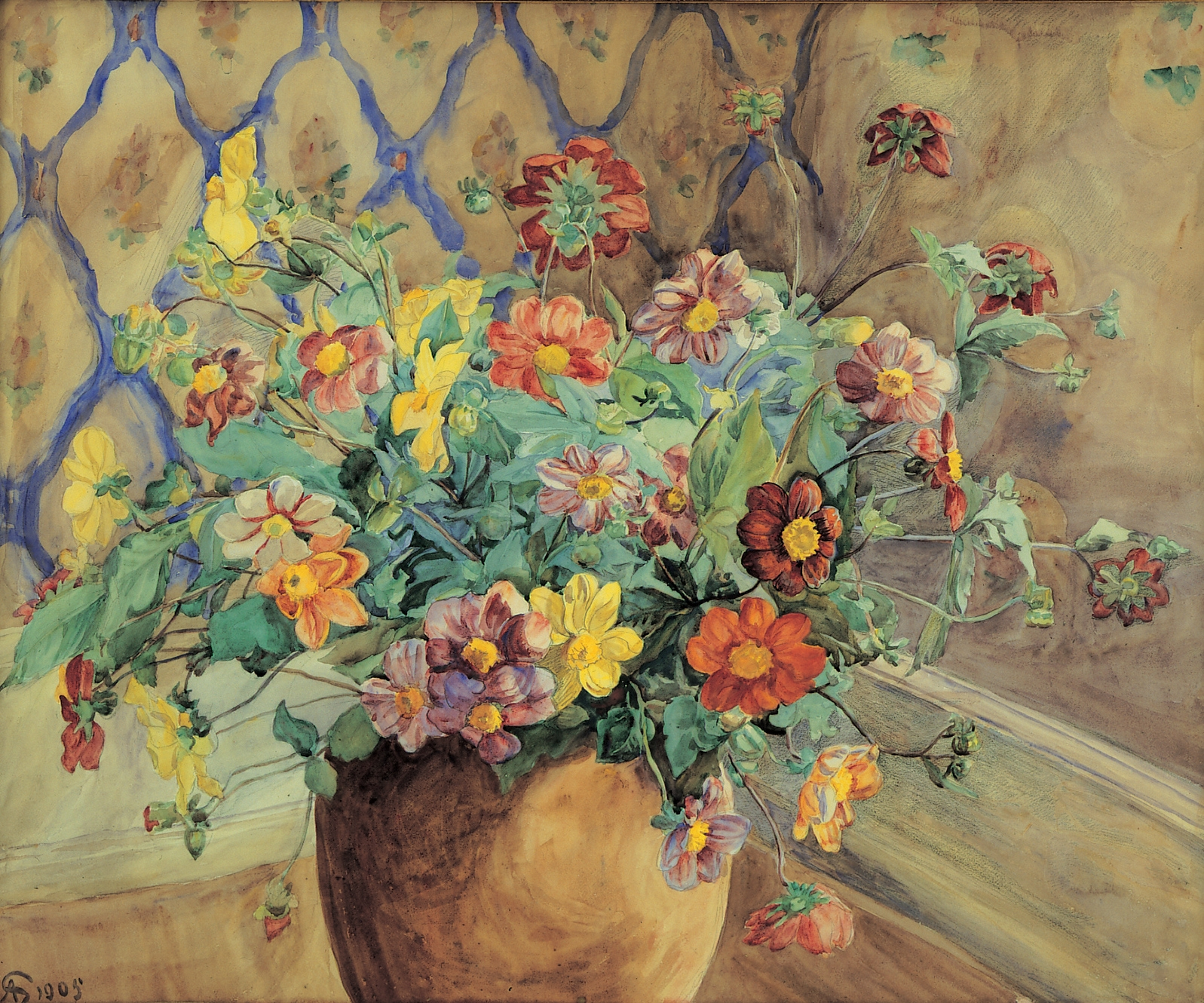
Букет